# Губернатор Краснодарского края
Губерна́тор Краснода́рского кра́я — высшее должностное лицо Краснодарского края, формирует и возглавляет администрацию Краснодарского края.

## История

### Назначения первых глав края
24 августа 1991 года указом президента РСФСР Бориса Ельцина главой администрации Краснодарского края был назначен Василий Дьяконов, народный депутат РСФСР, бывший глава концерна «Кубаньуниверсалмонтаж». Он стал первым губернатором России, назначенным Ельциным сразу после августовского путча 1991 года.
30 июня 1992 года в Краснодаре внеочередная сессия крайсовета приняла постановление о кризисе исполнительной власти в крае и выразила недоверие Дьяконову. 9 декабря того же года указом президента он был отправлен в отставку.
23 декабря 1992 года с согласия Краснодарского краевого совета народных депутатов президент РФ назначил главой администрации края Николая Егорова, первого заместителя главы региональной администрации, председателя краевого правительства. 16 мая 1994 года Егорова перевели в Москву на пост министра РФ по делам национальностей и региональной политике (отправлен в отставку в 1995 года после событий в Буденновске Ставропольского края). 2 августа того же года руководителем Краснодарского края стал глава Курганинского района Евгений Харитонов. 15 июля 1996 года он был освобождён от должности, а на пост главы края вновь назначен Николай Егоров, возглавлявший на тот момент Администрацию Президента РФ. 19 сентября 1996 года наименование высшего должностного лица региона изменилось на «глава администрации (губернатор) Краснодарского края».

### Первые выборы 1996 года
21 февраля 1996 года Законодательное собрание Краснодарского края назначило дату первых прямых выборов главы администрации на 27 октября.
В выборах 27 октября 1996 года приняли участие десять кандидатов, включая действующего главу края Николая Егорова, а также бывшего руководителя администрации Кубани Василия Дьяконова. По итогам голосования больше всего избирателей поддержали первого заместителя гендиректора ОАО «Краснодарглавснаб» Николая Кондратенко (57,17 %). Егоров оказался на втором месте с результатом 24,75 %, третье место занял президент ОАО «Кубаньхлебпродукт» Виктор Крохмаль (7,79 %). Против всех высказались 2,30 %. Однако явка составила 43,29 %, что ниже необходимого порога в 50 %. В итоге выборы были признаны несостоявшимися и в крае назначены повторные выборы. При этом порог явки на них был снижен до 25 %.
Повторные выборы состоялись 22 декабря. На пост главы края баллотировались семь кандидатов. Победу на выборах одержал Николай Кондратенко (82 % голосов), выдвинутый группой избирателей при поддержке КПРФ и Народно-патриотического союза. Второе место занял Виктор Крохмаль (7,18 %), действующий губернатор Егоров стал третьим с результатом 4,83 %, против всех проголосовали 1,92 %. Явка составила 48,63 %. 5 января 1997 года Кондратенко вступил в должность сроком на четыре года.

### Выборы 2000 и 2004 годов
3 декабря 2000 года состоялись очередные выборы губернатора Краснодарского края. Срок полномочий главы региона составлял четыре года, на пост баллотировались три кандидата. Победу одержал депутат Государственной думы РФ Александр Ткачёв — 81,78 % голосов. За его ближайшего соперника, генерального директора ООО «Спецэнергосервис» Игоря Крамаренко, проголосовали 5,23 % избирателей. Оба кандидата были выдвинуты на выборы группами избирателей. Против всех проголосовали 7,09 %, явка составила 46,73 %. Инаугурация избранного губернатора состоялась 5 января 2001 года.
Следующие выборы главы региона прошли 14 марта 2004 года, они были совмещены с выборами президента РФ. Срок полномочий губернатора составлял пять лет. В выборах участвовали четыре кандидата. Главой администрации (губернатором) Краснодарского края был переизбран Ткачёв, получивший поддержку 83,98 % избирателей. За начальника управления здравоохранения и социальной работы краевого филиала федерального ГУП «ВПК-Инвест» Александра Бондаренко проголосовали 3,36 % (был выдвинут ЛДПР), против всех — 7,62 %. В выборах приняли участие 63,13 % избирателей. 30 марта на заседании Законодательного собрания края Ткачёв официально вступил в должность губернатора Кубани.

### После отмены прямых выборов
11 декабря 2004 года президент РФ Владимир Путин подписал федеральный закон, согласно которому в России начал действовать новый порядок избрания губернаторов: главу региона по представлению президента утверждал местный законодательный орган.
10 апреля 2007 года Ткачёв написал заявление с постановкой вопроса о доверии на имя президента РФ Владимира Путина. 20 апреля президент внёс его кандидатуру на рассмотрение Законодательного собрания Краснодарского края для наделения полномочиями главы администрации региона. 23 апреля депутаты заксобрания утвердили Ткачёва на посту губернатора на очередной пятилетний срок (за — 59, против — 1). В тот же день он вступил в должность.
11 марта 2012 года президент РФ Дмитрий Медведев предложил Законодательному собранию Краснодарского края кандидатуру Александра Ткачёва для утверждения его на посту губернатора. 21 марта краевое заксобрание наделило Александра Ткачева полномочиями главы региона (за — 57, против — 4). Инаугурация состоялась 25 апреля.

### Выборы 2015 года
1 июня 2012 года в России вступил в силу федеральный закон, возвращающий прямые выборы глав регионов. 22 апреля 2015 года Ткачёв подал в отставку с поста губернатора в связи с переходом на пост министра сельского хозяйства РФ. В тот же день президент РФ Владимир Путин назначил временно исполняющим обязанности главы администрации Краснодарского края Вениамина Кондратьева, бывшего вице-губернатора края (2003—2014), занимавшего на момент назначения должность заместителя руководителя Управления делами президента РФ.
В единый день голосования 13 сентября 2015 года в Краснодарском крае прошли выборы главы администрации. Губернатор избирался сроком на пять лет, в выборах участвовали пять кандидатов. Победу одержал действующий глава региона Кондратьев (баллотировался от «Единой России»), набрав 83,64 % голосов. Его ближайший соперник, депутат краевого заксобрания от КПРФ Николай Осадчий, получил 7,88 % голосов. Явка избирателей составила 46,04 %. 22 сентября Кондратьев вступил в должность.

### Выборы 2020 года
По данным ЦИК РФ, численность избирателей в регионе на 1 июля 2020 года составляла 4 209 156 человек.
Вместе с губернатором края Кондратьевым (выдвинут «Единой Россией») в выборах принимают участие директор управляющей компании «Сервис-сити» Олег Лугин (Партия Роста), секретарь комитета краевого отделения КПРФ Александр Сафронов (КПРФ), заместитель председателя комитета заксобрания Краснодарского края Иван Тутушкин (ЛДПР) и депутат краевого заксобрания Денис Хмелевской («Справедливая Россия»).

## Избрание и вступление в должность
Губернатор избирается жителями Краснодарского края на основе всеобщего равного и прямого избирательного права при тайном голосовании. Порядок избрания устанавливается федеральным законом и Уставом Краснодарского края.
Кандидат на должность должен удовлетворять следующим условиям:
- быть гражданином России
- достичь возраста 30 лет
- не занимать никаких других должностей в государственном аппарате и органах местного самоуправления, коммерческих структурах и общественных объединениях, заниматься предпринимательской деятельностью, быть депутатом представительных органов

## Досрочное прекращение полномочий
Полномочия губернатора края прекращаются досрочно в случае:
- его смерти;
- отрешения его от должности Президентом Российской Федерации в связи с выражением ему недоверия Законодательным собранием края;
- его отставки по собственному желанию;
- отрешения его от должности Президентом Российской Федерации в связи с утратой доверия Президента Российской Федерации, за ненадлежащее исполнение своих обязанностей, а также в иных случаях, предусмотренных федеральными законами;
- признания его недееспособным или ограниченно дееспособным;
- признания его судом безвестно отсутствующим или объявления умершим;
- вступления в отношении его в законную силу обвинительного приговора суда;
- его выезда за пределы Российской Федерации на постоянное место жительства;
- утраты им гражданства Российской Федерации;

## Полномочия в сфере осуществленияисполнительной власти
- представляет Краснодарский край в федеральных органах государственной власти, в отношениях с другими субъектами Российской Федерации, органами местного самоуправления. В соответствии с законодательством Российской Федерации губернатор может представлять край в отношениях с органами и должностными лицами зарубежных государств и подписывать необходимые документы;
- назначает половину членов избирательной комиссии Краснодарского края;
- согласовывает назначение прокурора края и должностных лиц территориальных подразделений федеральных органов исполнительной власти в соответствии с законодательством;
- награждает краевыми наградами и присваивает почётные звания края;
- разрабатывает и представляет на утверждение краевого Законодательного собрания систему исполнительных органов государственной власти Краснодарского края;
- утверждает структуру и штатное расписание территориальных и отраслевых подразделений администрации края, положения о них и формирует штаты администрации края в пределах утверждённых краевым Законодательным собранием расходов на содержание администрации края;
- назначает на должность и освобождает от должности заместителей губернатора, руководителей структурных подразделений администрации края, а также решает вопросы применения к ним мер дисциплинарной ответственности;
- осуществляет общее руководство администрацией края;
- решает вопросы о представительстве органов исполнительной власти края при Президенте Российской Федерации, Правительстве Российской Федерации и органах исполнительной власти других субъектов Российской Федерации;
- осуществляет функции распорядителя кредитов при исполнении бюджета Краснодарского края, за исключением расходов, предусмотренных на содержание краевого Законодательного собрания;
- рассматривает постановления краевого Законодательного собрания о выражении недоверия должностным лицам администрации края и принимает по ним окончательное решение;
- осуществляет полномочия, предусмотренные законодательством Российской Федерации и законодательством Краснодарского края;

## Полномочия в сферезаконотворчестваи взаимодействия с краевым Законодательным собранием
- реализует право законодательной инициативы в Законодательном собрании Краснодарского края;
- участвует в заседаниях ЗСК с правом совещательного голоса или назначает своих представителей;
- подписывает и обнародует законы края;
- использует в необходимых случаях право отлагательного вето;
- вносит на утверждение ЗСК проекты краевого бюджета и отчета о его исполнении, а также проекты бюджетов территориальных государственных внебюджетных фондов и отчеты об их исполнении;
- вносит предложения о созыве внеочередных заседаний ЗСК;
- предлагает вопросы в повестку дня заседаний ЗСК;
- представляет в ЗСК для утверждения в форме законов программы социально-экономического развития Краснодарского края и отчеты об их исполнении;
- обращается к краевому Законодательному собранию с ежегодными посланиями о положении в Краснодарском крае, о перспективных направлениях деятельности администрации Краснодарского края по социально-экономическому развитию края;
- представляет на рассмотрение ЗСК проекты законов Краснодарского края об утверждении заключений и расторжении договоров Краснодарского края в порядке, предусмотренном законом края.

## Исполнение обязанностей
В случае отсутствия губернатора края, невозможности выполнения им своих обязанностей, а также досрочного прекращения полномочий, его обязанности временно осуществляет один из первых заместителей, а в их отсутствие — один из заместителей.

## Список губернаторов (глав администрации) Краснодарского края
| № | Портрет   | Имя                           | Годы жизни                            | Период руководства               | Партия                                               | Основание наделения полномочиями |
| - | --------- | ----------------------------- | ------------------------------------- | -------------------------------- | ---------------------------------------------------- | --- |
| 1 | 100х100px | Василий Николаевич Дьяконов   | 25 июля 1946 — 5 сентября 2012        | 24 августа 1991 — 9 декабря 1992 |                                                      | Назначен на пост Президентом РФ |
| 2 |           | Николай Дмитриевич Егоров     | 3 мая 1951 года — 25 апреля 1997 года | 23 декабря 1992 — 18 июня 1994   | беспартийный                                         | Назначен на пост Президентом РФ |
| 3 |           | Евгений Михайлович Харитонов  | род. 4 октября 1946                   | 2 августа 1994 — 15 июля 1996    | КПСС Наш дом — Россия                                | Назначен на пост Президентом РФ |
| 4 |           | Николай Дмитриевич Егоров     | 3 мая 1951 — 25 апреля 1997           | 15 июля 1996 — 5 января 1997     | беспартийный                                         | Назначен на пост Президентом РФ |
| 5 |           | Николай Игнатович Кондратенко | 16 февраля 1940 — 23 ноября 2013      | 5 января 1997 — 5 января 2001    | КПСС КПРФ                                            | Победил на выборах главы администрации (губернатора) Краснодарского края 22 декабря 1996 года |
| 6 |           | Александр Николаевич Ткачёв   | род. 23 декабря 1960                  | 5 января 2001 — 22 апреля 2015   | 1) КПСС 2) Наш дом — Россия 3) КПРФ 4) Единая Россия | Победил на выборах главы администрации (губернатора) Краснодарского края 3 декабря 2000 года. Переизбран на выборах главы администрации (губернатора) Краснодарского края 14 марта 2004 года. 23 апреля 2007 года утверждён Законодательным собранием края на посту главы администрации (губернатора) Краснодарского края по представлению Президента РФ. 21 марта 2012 года утверждён Законодательным собранием края на посту главы администрации (губернатора) Краснодарского края по представлению Президента РФ. |
| 7 |           | Вениамин Иванович Кондратьев  | род. 1 сентября 1970                  | с 22 апреля 2015                 | беспартийный                                         | 22 апреля 2015 года назначен на пост Президентом РФ, как врио главы администрации (губернатора). Победил на выборах главы администрации (губернатора) Краснодарского края 13 сентября 2015 года. |